# Ролпа (район)
Ролпа (непальск. रोल्पा जिल्ला) — один из 75 районов Непала. Входит в состав зоны Рапти, которая, в свою очередь, входит в состав Среднезападного региона страны. Административный центр — город Ливанг.
Граничит с районом Рукум (на севере), районом Сальян (на западе), районом Данг (на юге), районом Пьютхан (на востоке) и районом Баглунг зоны Дхаулагири (на северо-востоке). Площадь района составляет 1879 км².
Население по данным переписи 2011 года составляет 224 506 человек, из них 103 100 мужчин и 121 406 женщин. По данным переписи 2001 года население насчитывало 210 004 человека. 85,17 % населения исповедуют индуизм; 11,73 % — буддизм; 1,72 % — христианство и 0,10 % — ислам.